# Sciponacris herrerae
Sciponacris herrerae är en insektsart som beskrevs av Christiane Amédégnato 1985. Sciponacris herrerae ingår i släktet Sciponacris och familjen gräshoppor. Inga underarter finns listade i Catalogue of Life.